# Мост Бир-Хакейм
Мост Бир-Хакейм (фр. Pont de Bir-Hakeim), до 1948 г. мост Пасси (фр. Pont Passi) — двухуровневый мост через реку Сена, расположенный на границе XV округа и XVI округа Парижа. Соединяет авеню Президента Кеннеди на правом берегу с районом Гренель на левом. Его длина составляет 237 метров, ширина — более 24 метров.
Мост включён в список исторических памятников в 1986 году.

## История
Предшественник нынешнего моста был построен к Всемирной выставке 1878 года. Переправа была сделана из металла. В 1902 году в Париже провели конкурс на право восстановления моста. В 1905 году мост Пасси перестроили под руководством архитектора Луи Бьета. Он соорудил двухуровневый мост, который одновременно могли использовать пешеходы, автомобили и железнодорожный транспорт. Сейчас по верхнему уровню ходят поезда метрополитена.
8 июня 1949 года, в годовщину провозглашения Сопротивления, мост переименовали в честь битвы при Бир-Хакейме, где войска Свободной Франции сражались с немецко-итальянской армией.

## Архитектура и особенности конструкции

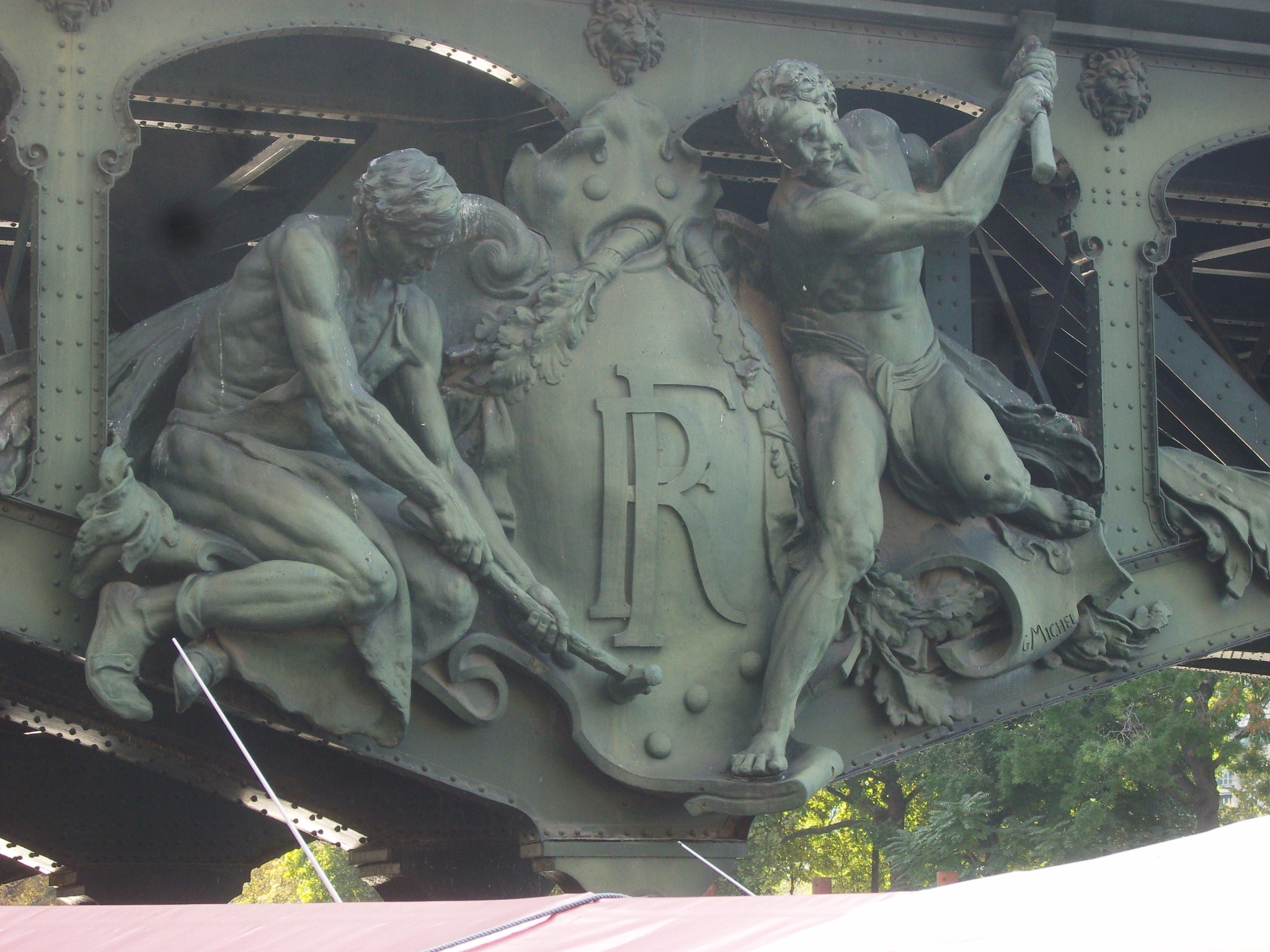
Фигуры кузнецов

Мост состоит из трёх пролётов, разделённых массивной каменной аркой. Конструкция украшена четырьмя статуями-аллегориями: «Наука» и «Труд работы» Жюля Кутана, а также «Электричество» и «Торговля» Жана-Антуана Инжальбера. Верхняя часть моста лежит на колоннах, освещаемых лампами в стиле ар-деко. На опорах моста установлены чугунные фигуры моряков со стилизованным гербом Парижа и кузнецы, которые клепают щит с вензелем Республики Франция — «RF».
С одной стороны моста находится спуск к насыпному Лебединому острову, где с 1889 г. стоит парижская Статуя Свободы (в 4 раза меньше нью-йоркской). На другой стороне расположена статуя «Возрождающаяся Франция» работы скульптора Хольгера Ведеркинча. У подножья памятника находится смотровая площадка с видом на Эйфелеву башню.

## В культуре
Мост Бир-Хакейм часто выступает в качестве площадки для киносъёмок. Сцены на этом мосту присутствуют в фильмах: «Лифт на эшафот», «Зази в метро», «Страх над городом», «Ронин», «Такси 2», «Последнее танго в Париже», «Сокровище нации: Книга тайн», «Индеец в Париже», «Мюнхен», «Начало», «Декстер», «Конформист», «Профессионал», «Любовь».
Американская певица Джанет Джексон выпустила в 1990 году клип на песню Come Back To Me, в котором она ходит по улицам Парижа, включая мост Бир-Хакейм.
Кадры с участием моста Бир-Хакейм также присутствуют в визуале на сингл «НЕО» русскоязычного рэпера Платина.

## Расположение
| Расположение моста на Сене  | Расположение моста на Сене | Расположение моста на Сене     |
| --------------------------- | -------------------------- | ------------------------------ |
| Вниз по течению: Мост Руэль |                            | Вверх по течению: Йенский мост |